# メルビン・ブラウン
メルビン・ブラウン（Melvin Brown Casados、1979年1月28日 - ）は、メキシコの元サッカー選手。元メキシコ代表。ポジションはディフェンダー。

## 来歴
2001年にメキシコ代表デビュー。出場機会は無かったが2002 FIFAワールドカップのメンバーにも選ばれた。2003年までに10試合に出場した。

## 代表歴

### 出場大会
- メキシコ代表
  - 2002 FIFAワールドカップ

### 試合数
- 国際Aマッチ 10試合 0得点（2001年-2003年）[1]

| メキシコ代表 | 国際Aマッチ | 国際Aマッチ |
| 年           | 出場        | 得点        |
| ------------ | ----------- | ----------- |
| 2001         | 5           | 0           |
| 2002         | 4           | 0           |
| 2003         | 1           | 0           |
| 通算         | 10          | 0           |